# جائزة فرنسا الكبرى 1965
جائزة فرنسا الكبرى 1965 هو سباق فورمولا 1 أقيم بتاريخ 27 يونيو 1965 في كليرمون فيران، أوفرن، فرنسا. كان الرابع من أصل 10 في بطولة العالم لسباقات الفورمولا واحد موسم 1965. حلّ البريطاني جيم كلارك أولا بينما جاء البريطاني جاكي ستيورات في المركز الثاني وحصل على المركز الثالث البريطاني جون سورتيس.